# Lhánice

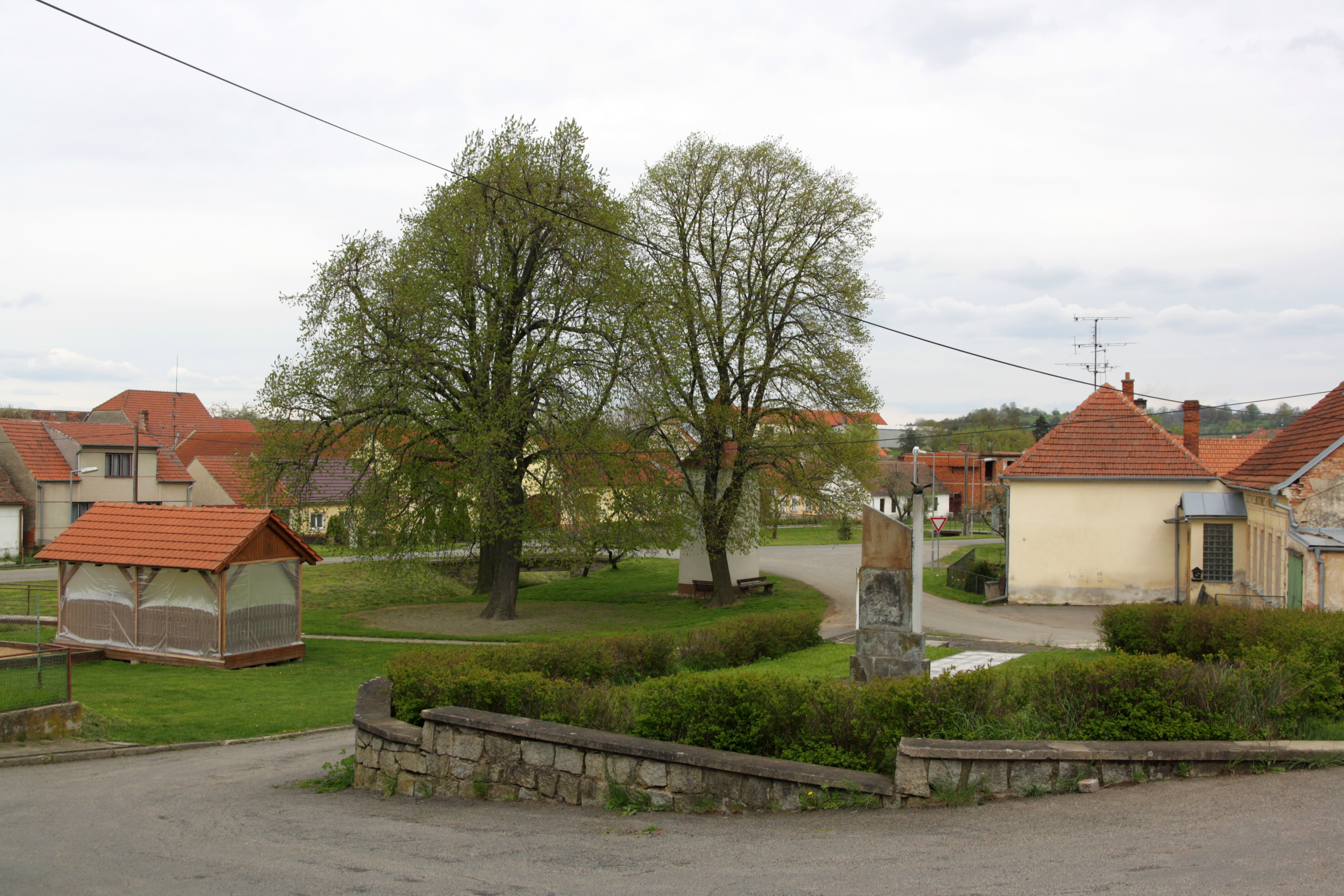
Dorfplatz

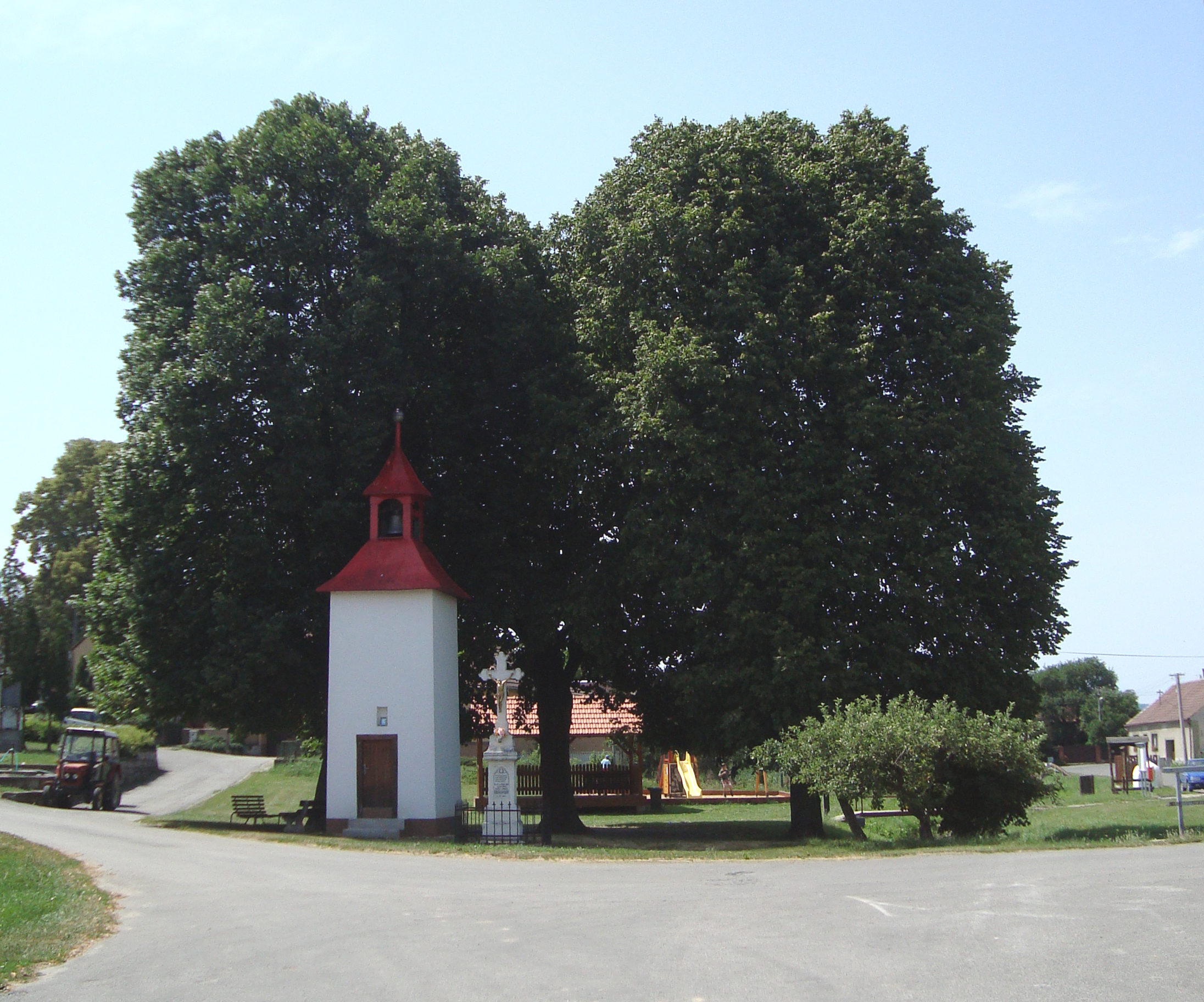
Glockenturm und Kratochvil-Kreuz

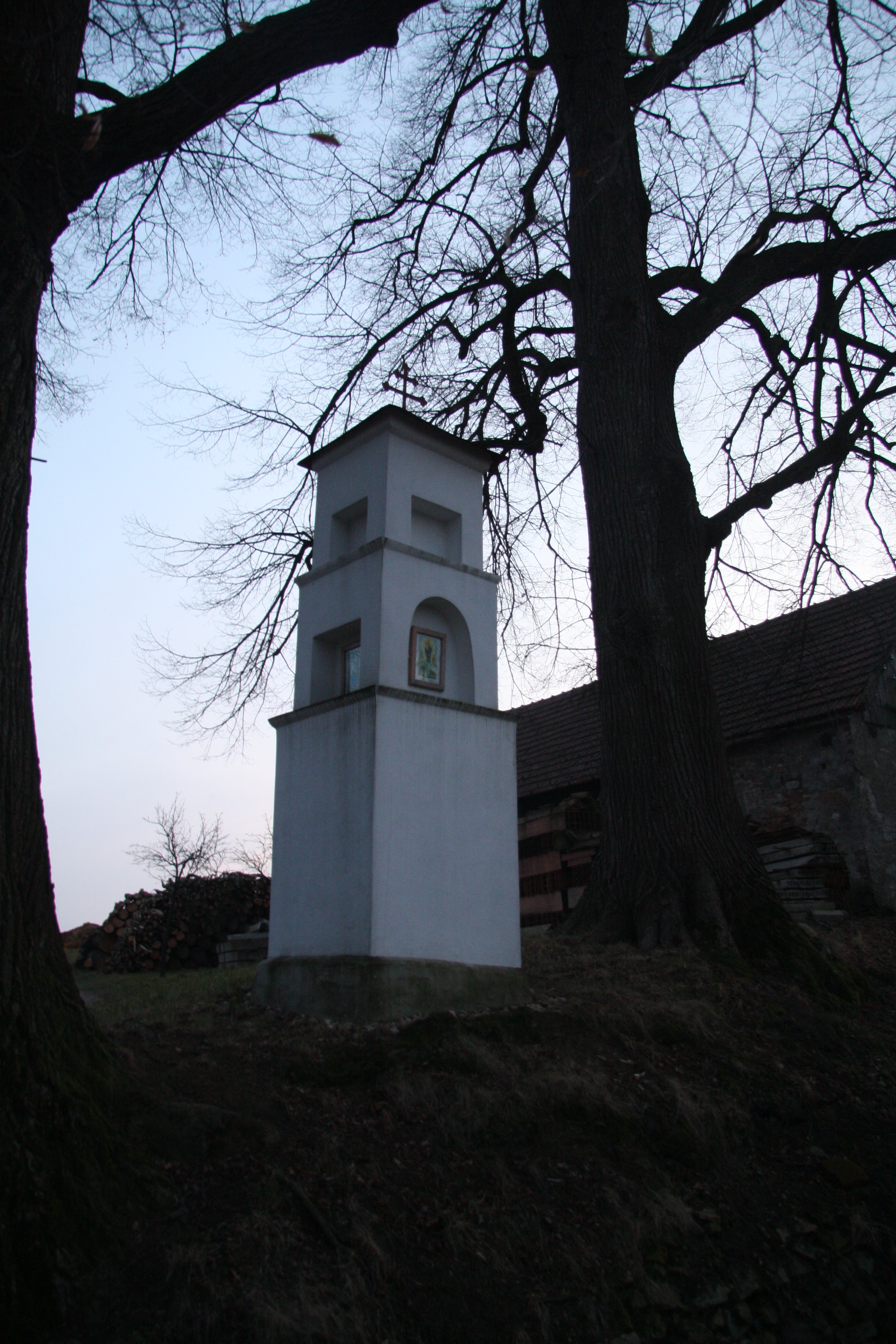
Bildstock

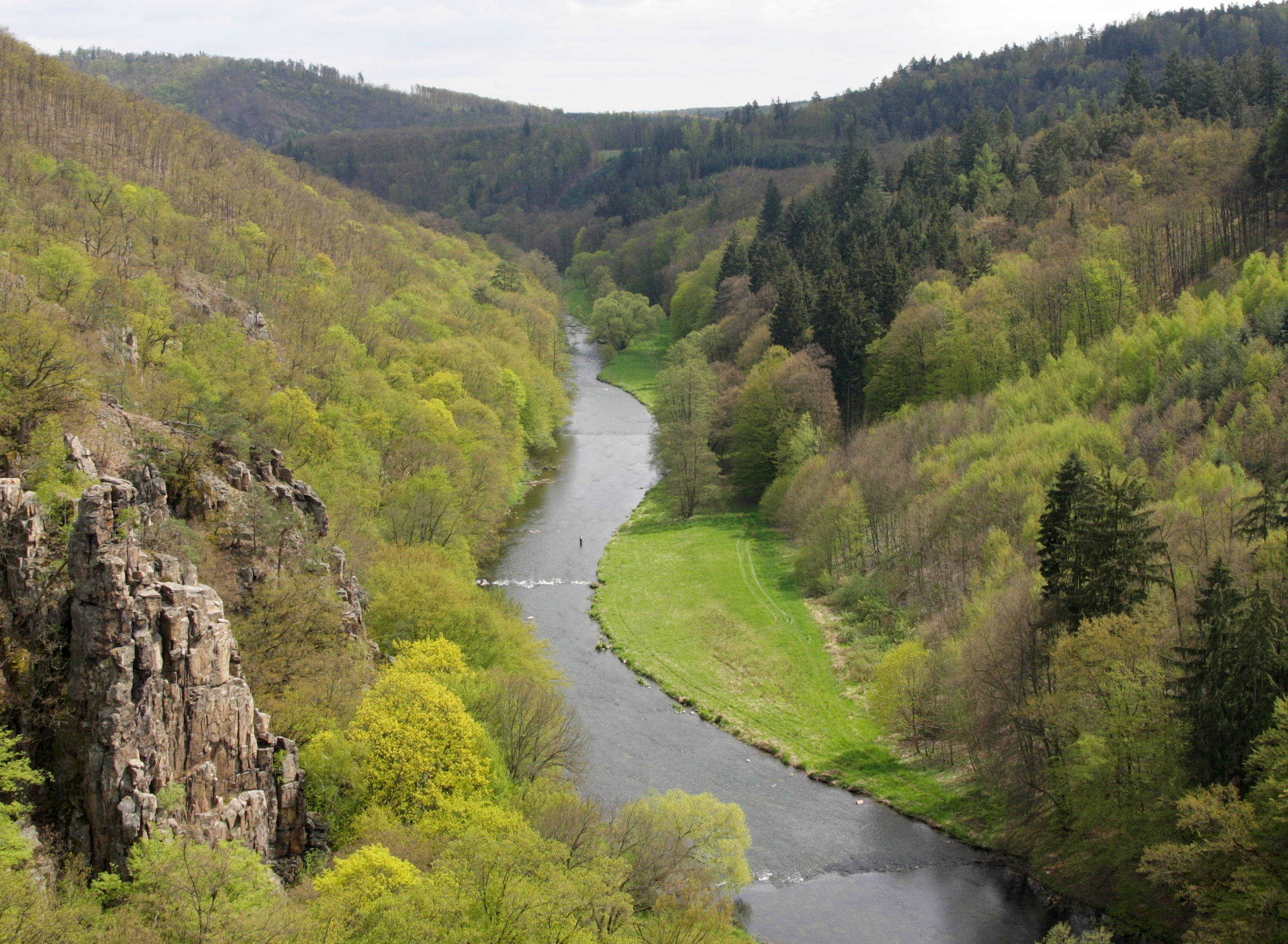
Blick vom Aussichtspunkt Na babách ins Jihlavatal

Lhánice (deutsch Lhanitz, 1939–45 Elhanitz) ist eine Gemeinde in Tschechien. Sie liegt elf Kilometer westlich von Ivančice und gehört zum Okres Třebíč.

## Geographie
Lhánice befindet sich an der Einmündung des Baches Štenkrava in die Mohelnička auf einer Hochebene der Jevišovická pahorkatina (Jaispitzer Hügelland) im Süden der Böhmisch-Mährischen Höhe. Gegen Norden liegt das tief eingeschnittene Oslavatal, südlich das gleichermaßen tiefe Jihlavatal. Nördlich erheben sich der U Skřípiny (369 m n.m.) und die Kraví hora (379 m n.m.) mit der gleichnamigen Burgruine, im Nordosten der Vodanský kopec (398 m n.m.) und der U Oběšeného (369 m n.m.), östlich der Biskoupský kopec (397 m n.m.), im Südosten der Na Hlinách (392 m n.m.) und der Vrabčí kopec (389 m n.m.) mit der Burgruine Templštejn, südlich der Havran (396 m n.m.) und im Südwesten der Na Čihadle (377 m n.m.). Das Dorf liegt im Naturpark Střední Pojihlaví.
Nachbarorte sind Kuroslepy und Sedlečko im Norden, Senorady und Oslavany im Nordosten, Kozínek, Nová Ves und Biskoupky im Osten, Budkovice, Polánka und Jamolice im Südosten, Dolní Dubňany, Horní Dubňany und Dukovany im Süden, Slavětice im Südwesten, Mohelno im Westen sowie Kladeruby nad Oslavou im Nordwesten.

## Geschichte
Die erste schriftliche Erwähnung von Lhánice erfolgte 1146 unter den Besitzungen der landesherrlichen Burg Mohelno. Beim Kumaneneinfall von 1304 wurden Mohelno und die umliegenden Ortschaften sowie 27 Dörfer des Benediktinerklosters Mariä Himmelfahrt in Třebíč niedergebrannt. 1349 wurde die Ansiedlung Bolešice erwähnt, sie lag nördlich in der Flur Na Boleniskách und erlosch später. Im Jahre 1368 tauschte Markgraf Johann Heinrich die Herrschaft Mohelno bei Heinrich von Wartenberg gegen Dürnholz ein. 1398 wurde Haynycze als ein Dorf mit 20 Behausungen aufgeführt. Die Lage am Haberner Steig, einem Handelsweg, der Mähren mit Böhmen verband, führte zu häufigen Truppendurchzügen und Plünderungen, so u. a. im Jahre 1400 während des mährischen Bruderkrieges zwischen Jobst und Prokop von Mähren. 1468 erfolgte der Durchzug von Truppen des Ungarnkönigs Matthias Corvinus auf dem Weg nach Třebíč. Im Jahre 1472 marschierten 1500 brandenburgische Soldaten durch den Ort.
Im Jahre 1527 wurde das Dorf zusammen mit dem Gut Mohelno der Herrschaft Namiescht zugeschlagen. 1535 befreite Wenzel d. Ä. von Lomnitz das Städtchen Mohelno sowie die Dörfer Lhanitz, Popuwka, Kramolin und Kradrub von der Anfallsverbindlichkeit. Nach dem Aussterben der Herren von Lomnitz gehörte Lhanitz zu dem Teil der Herrschaft Namiescht, der 1567 Friedrich von Zierotin zufiel. Während des Dreißigjährigen Krieges verkaufte Karl der Ältere von Žerotín die Herrschaft 1628 seinem Schwager Albrecht von Waldstein. Dieser veräußerte sie bald an Johann Baptist Verda von Verdenberg, der die Herrschaft 1630 zur Grafschaft erheben ließ. Nachfolgende Grundherren waren ab 1666 die Herren von Enckevort, danach ab 1743 die Grafen von Kuefstein und ab 1752 die Grafen Haugwitz. Unter den Grafen Haugwitz erfolgte eine Gestaltung des Oslawatals zum Jagd- und Erholungsgebiet.
Im Jahre 1835 bestand das im Znaimer Kreis gelegene Dorf Lhanitz bzw. Lhanice aus 33 Häusern, in denen 205 Personen lebten. Abseits lag der herrschaftliche Meierhof Ernesthof. Pfarr- und Schulort war Mohelno. Bis zur Mitte des 19. Jahrhunderts blieb Lhanitz der Fideikommissgrafschaft Namiescht untertänig.
Nach der Aufhebung der Patrimonialherrschaften bildete Lhánice / Lhanitz ab 1849 einen Ortsteil der Marktgemeinde Mohelno im Gerichtsbezirk Namiest. Im Juni 1865 wurde das Dorf bei einem Unwetter überflutet. Ab 1869 gehörte Lhánice zum Bezirk Trebitsch. Zu dieser Zeit hatte das Dorf 238 Einwohner und bestand aus 35 Häusern. Ab 1875 wurde Lhánice nach Osten erweitert; gegenüber dem alten Dorf entstand auf der anderen Bachseite die Kolonie (Nrn. 36 – 51). Das alle sieben Jahre in Lhánice gefeierte Fest Vožení krála (Königszug) fand 1882 letztmals statt. 1890 löste sich Lhánice von Mohelno los und bildete eine eigene Gemeinde. 1893 erfolgte der Bau eines einklassigen Schulgebäudes, in dem ab 3. November 1893 41 Kinder unterrichtet wurden. Die Freiwillige Feuerwehr wurde 1898 gegründet. Zwischen 1898 und 1899 entstand die Straße nach Senorady. Im Jahre 1900 lebten in Lhánice 313 Personen; 1910 waren es 314. Bereits 1913 wurde in Lhánice eine Stromversorgung vom Wasserkraftwerk Havránek des Gutes Dukovany errichtet. Nach der Gründung der Tschechoslowakei wurde 1919 im Zuge der Bodenreform der den Grafen Haugwitz auf Schloss Náměšť nad Oslavou gehörige Hof Kozýnek (Ernesthof) mit 264 ha Fläche parzelliert. Das letzte gezimmerte Anwesen im Dorf wurde 1920 abgebrochen. Beim Zensus von 1921 lebten in den 55 Häusern der Gemeinde 329 Personen, davon 326 Tschechen. Wegen der unzureichenden Leistung des Wasserkraftwerks wurde Lhánice ab 1926 mit Elektrizität aus dem Kraftwerk Oslavany versorgt. Im Jahre 1930 bestand Lhánice aus 61 Häusern und hatte 319 Einwohner. Zwischen 1939 und 1945 gehörte Lhánice / Elhanitz zum Protektorat Böhmen und Mähren. 1948 erfolgte die Umgliederung in den Okres Velká Bíteš. Im Jahre 1950 hatte Lhánice 259 Einwohner. Zehn Landwirte schlossen sich 1957 zur JZD zusammen. Wegen zu geringer Schülerzahl wurde die Schule im April 1960 geschlossen. Im Zuge der Gebietsreform und der Aufhebung des Okres Velká Bíteš wurde die Gemeinde am 1. Juli 1960 wieder dem Okres Třebíč zugewiesen. 1973 erfolgte der Bau einer neuen Straße nach Mohelno. 1980 erfolgte die Eingemeindung nach Mohelno, seit Dezember 1992 besteht die Gemeinde Lhánice wieder. Beim Zensus von 2001 lebten in den 77 Häusern von Lhánice 152 Personen.

## Gemeindegliederung
Für die Gemeinde Lhánice sind keine Ortsteile ausgewiesen. Zu Lhánice gehört die Einschicht Kozínek (Ernesthof).

## Sehenswürdigkeiten
- Glockenturm auf dem Dorfplatz
- Kreuz neben dem Glockenturm, errichtet 1911 von den Eheleuten Josef und Marie Kratochvil
- Bildstock
- Aussichtspunkte Na babách und Velká skála über dem Jihlavatal südlich des Dorfes
- Ruine der Burg Templštejn, südöstlich über der Jihlava
- Wasserfall der Mohelnička
- Gedenkstein für die Gefallenen des Ersten Weltkrieges, enthüllt 1922